# Międzyszkolny Komitet Oporu
Międzyszkolny Komitet Oporu, zwany również MAKAO – podziemna, antykomunistyczna organizacja uczniów szkół średnich, założona w 1985 roku we Wrocławiu.

## Historia
Organizacja ta wchodziła w skład Federacji Młodzieży Walczącej, skupiającej młodzieżowe organizacje podziemne z niemal całego kraju. Po wejściu w 1989 r. do Ruchu Młodzieży Niezależnej (RMN), obejmowała swoim zasięgiem cały Dolny Śląsk. Współpracowała z wieloma organizacjami podziemnymi, takimi jak: Regionalny Komitet Strajkowy (RKS), Regionalny Komitet Wykonawczy (RKW), „Solidarność Walcząca” (SW), Młodzieżowy Ruch Oporu Solidarności (MROS), Polska Niepodległościowa Organizacja Młodzieżowa (PNOM), Niezależne Zrzeszenie Studentów (NZS), Solidarność Nauczycielska, Ruch „Pomarańczowa Alternatywa”, Ruch „Wolność i Pokój” (WiP).
Od 1989 roku działała jawnie w strukturach Niezależnej Unii Młodzieży Szkolnej (NUMS) pod zmienioną nazwą na Międzyszkolny Komitet Uczniowski (MKU).
Organizacja zaprzestała działalności w 1990 roku.

## Działalność MAKAO
Podstawowe formy działalności organizacji obejmowały:
- wydawanie własnych pism,
- kolportaż wydawnictw bezdebitowych,
- akcje ulotkowe,
- malowanie murów hasłami antykomunistycznymi,
- organizowanie manifestacji, tzw. „milczących przerw”,
- organizowanie różnych form samokształcenia młodzieży, w tym bibliotek wydawnictw niezależnych.
- organizowano również bojkoty pochodów pierwszomajowych oraz wspierano strajki robotnicze i studenckie w 1988 roku.

### Wydawnictwo "Szkoła Podziemna"
Szczególną uwagę członkowie MKO skupiali na wydawaniu własnego pisma - „Szkoła Podziemna”, którego tytuł w późniejszym okresie zmieniono na - „Szkoła”.
Pismo, jako dwutygodnik, ukazywało się do roku 1990, osiągało nakład 10.000 egzemplarzy, a od 1989 roku było ogólnopolskim pismem Niezależnej Unii Młodzieży Szkolnej. Wydano 65 numerów gazety oraz kilka okolicznościowych, nienumerowanych.
Pismo wyróżniało się na tle bezdebitowej prasy w kraju wysokim poziomem merytorycznym i edytorskim, a jego nowatorska formuła znajdowała uznanie wśród młodych czytelników.
W 1989 roku „SZKOŁA” otrzymała nagrodą Dziennikarzy Niezależnych dla Zespołów Redakcyjnych im. Po prostu za 1988 rok.

### Innewydawnictwa bezdebitowe
Obok „SZKOŁY” MaKaO wydawało:
- Biuletyn Informacyjny Uczniów Szkół Technicznych „BIUST”,
- Biuletyn Informacyjny „HEJ”,
- Miesięcznik Literacko-Historyczny "WIESZCZ”,
- pismo „ZAMIAST”
- współwydawało pismo „MON STOP”,

Wszystkie w nakładach od kilkuset do kilku tysięcy sztuk.

### "Milczące przerwy"
Międzyszkolny Komitet Oporu podejmował liczne akcje protestacyjne, w tym, między innymi: tzw. "milczące przerwy" - w rocznicę 13 XII - dnia ogłoszenia stanu wojennego, akcje upamiętniające wydarzenia z marca 1968 roku, zbrodnię katyńską, akcje upamiętniające zamordowanie Grzegorza Przemyka, bojkoty zajęć lekcyjnych czy akcje na rzecz uwolnienia więźniów politycznych.
W dniu 02.05.1986 roku „milczącą przerwę” zorganizowano na rzecz uwolnienia Przewodniczącego Dolnośląskiej „Solidarności” Władysława Frasyniuka.
Dużym sukcesem okazał się strajk absencyjny w szkołach w 28 marca 1987 roku, kiedy to lekcje zbojkotowało ponad 3000 uczniów Wrocławia. W tamtym okresie była to pierwsza od dłuższego czasu, mająca charakter masowy, większa akcja opozycyjna na terenie Wrocławia.
W dniu 25.11.1988 roku MKO zorganizował demonstrację mającą na celu prezentację swoich postulatów i programu. Zgromadziła ona około 1,5 tysiąca uczestników – uczniów szkół średnich i została rozpędzona przez ZOMO.

## Postulaty zmian w szkolnictwie średnim, sformułowane przez MAKAO
W 1986 roku Międzyszkolny Komitet Oporu sformułował 26 postulatów zmian w szkolnictwie średnim, które stały się później podstawą programu działania i postulatów Niezależnej Unii Młodzieży Szkolnej (NUMS).
Postulaty te dotyczyły między innymi:
- oficjalnego zapewnienia pięciodniowego tygodnia nauczania w szkołach,
- dopuszczenia uczniów do prac nad zmianami w oświacie i wycofania wszystkich zmian wprowadzonych przez reformę z września 1986 roku,
- reformy programów nauczania w szkołach,
- utworzenia na zasadach demokratycznych prawdziwych uczniowskich samorządów szkolnych,
- wprowadzenia wolności zrzeszania się uczniów w niezależnych organizacjach,
- zniesienia na maturze propedeutyki nauki o społeczeństwie ze względu na możliwość wywierania ideologicznego wpływu na ucznia i możliwość subiektywnej oceny dyktowanej przez oficjalną doktrynę ideologiczną,
- zwiększenia roli rad pedagogicznych i komitetów rodzicielskich na niekorzyść dyrekcji szkół,
- „odkłamania” programów nauczania w szkołach,
- zwiększenia środków pieniężnych na oświatę i szkolnictwo,
- wprowadzenia społecznej kontroli pieniędzy przeznaczonych na rozwój oświaty,
- zniesienia cenzury,
- wprowadzenia statusu więźnia politycznego,
- umożliwieniu odbywania zastępczej służby wojskowej,
- likwidacji przedmiotu i obozów przysposobienia wojskowego,
- likwidacji praktyk uczniowskich w wakacje i praktyk robotniczych w liceach,
- przekształcenia przysposobienia obronnego w szkolenie sanitarne z podstawowymi zasadami terenoznawstwa,
- wprowadzenie w klasach maturalnych fakultetów (np. matematyczno-fizycznego, biologiczno-chemicznego, humanistycznego) i przeznaczenia ostatniego semestru klasy maturalnej na zajęcia z przedmiotów maturalnych,
- wprowadzenia dziesięciostopniowej skali ocen.

Postulaty MKO omawiane były przy tzw. „podstoliku młodzieżowym” podczas obrad Okrągłego Stołu. Przedstawiciele MKO (NUMS) brali udział w pracach sejmowych nad reformą oświaty w 1989 roku.